# Залуцький Петро Антонович
Залуцький Петро Антонович (лютий 1887, Круча, Могильовський повіт, Могилівська губернія — 10 січня 1937, Москва) — комуністичний діяч, член ВУЦВК.

## Біографія
Народився у селянській родині. Закінчив однокласне училище. Учасник революції 1905–1907 рр.. В 1907 вступив до РСДРП. Працював у Петербурзі, Читі, Владивостоці. Неодноразово заарештовувався.
1917 р. — член виконкому Петроградської Ради. У жовтні 1917 р. член Петроградського военно-революційного комітету. Протягом 1918–1920 рр. політпрацівник у Червоній армії. З червня 1919 г. по січень 1920 р. голова Курського губернського революційного комітету. У 1920 р. — голова Херсонського губернського революційного комітету та Херсонської губернської організації КП(б)У. З 1920 р. член Президії та секретар ВЦВК. В 1923–1925 член ЦК РКП(б). У 1922 р. секретар Уральського губкому партії. З квітня 1922 р. по листопад 1925 р. відповідальний секретар Петроградського губернського комітету ВКП(б). У грудні 1927 р. виключений з партії як троцькіст.
16 січня 1935 р. засуджений до 5 років позбавлення волі. 10 січня 1937 р. повторно засуджений до розстрілу. Реабілітований 21 червня 1962 р.

## Памʼять
- Його імʼям названа вулиця у м. Могильов (Білорусь).